# Trachischium tenuiceps
Trachischium tenuiceps là một loài rắn trong họ Rắn nước. Loài này được Blyth mô tả khoa học đầu tiên năm 1854.